# Parantica milagros
Parantica milagros is een vlinder uit de familie Nymphalidae, onderfamilie Danainae.
De wetenschappelijke naam van de soort is voor het eerst geldig gepubliceerd in 1980 door Heinz Schröder & Colin G. Treadaway.
De soort komt alleen voor in de Filipijnen. Hij staat op de Rode Lijst van de IUCN als bedreigd.